# حمدة خميس
حمدة خميس أحمد (19 أغسطس 1948) شاعرة وصحفية مستقلة بحرينية - إماراتية. ولدت في المنامة. مجازة في العلوم السياسيّة من جامعة بغداد. عملت صحفية في عدد من الصحف الخليجية. نشرت شعرها في عدد من الصحف والمجلات العربية ولها دواوين شعرية عديدة. 

## سيرتها
ولدت حمدة بنت خميس أحمد سنة 14 شوال 1367 / 19 أغسطس 1948 في المنامة ونشأت بها. أكملت دراستها فيها حتى الثانوية العامة، وحصلت من جامعة بغداد على البكالوريوس في العلوم السياسية. 

عملت بعد عودتها في شركة الخطوط الجوية البريطانية ثم مدرّسة في البحرين لسنوات ستة ثم استقالت فعادت إلى الشارقة عند والدتها، وبدأت العمل في الصحافة اليومية ومراسلة المجلات العربية الخليجية منها الأزمنة العربية والاتحاد الظبيانية، الفجر وغيرها.، عبر مقالات أدبية وتحقيقات صحفية، وغيرها، فصارت الكتابة مصدر رزقها. 

عاشت في دمشق وتقيم في الشارقة بالإمارات بشكل دائم منذ عام 1992  وتمتلك داراً للنشر فيها. هي عضو مؤسس في أسرة الأدباء والكتاب بالبحرين وعضو اتحاد كتاب الإمارات والاتحاد العام للادباء والكتاب العرب.
كانت حمدة شغوفة بالمطالعة منذ طفولتها، وقد تعرفت على الكتاب مبكرًا، عن طريق أخيها الذي كان يجلب الكتب إليها بين حين وآخر، وهكذا دخلت المدرسة وهي تقرأ وتكتب، فكان لها ميل نحو القراءة رغم ندرة الكتاب آنذاك، بل إنها تقول: كان الجميع يعرف أني لا أشاغب داخل الصف، والحقيقة أني كنت مشغولة بالقراءة بشكل دائم، حتى اني كنت ارتدي نظارة سوداء كي لا يكتشف مسار عيني وكانوا يلقيونني بـطه حسين وأنا أطالع الكتاب المخبأ أسفل المقعد الدراسي. في تلك الفترة قرأت لـدوستويفسكي، تشارلز ديكنز، جبران خليل جبران طه حسين، وتأثرت في الشعر بـإيليا أبو ماضي ولاحقًا بـخليل حاوي.
أما عن هواياتها، فهي متعددة وكثيرة، فهي تحب الزراعة وتزرع في منزلها الورد والنباتات، وتحب تربية الحيوانات، كما أنها خياطة ماهرة وكانت تمتلك في غرفتها الجامعية ماكينة خياطة، وكانت تفصل الثياب لها ولصديقاتها وتحيك القبعات وغيرها، كما أنها محبة للأشغال اليدوية والفنون التطبيقية. تقول عن نفسها: "وكنت أصنع العديد من الحيوانات من الثمار والخضروات، وأحب البناء وهذا المنزل الذي تراه هو من عملي، فقد كنت أجلب العمال وأخطط لهم وأشتري مواد البناء كاملة وأقوم بدور (الفورمان) إلى أن ينجز العمل تماماً، والآن لم تبق مساحة لأبنيه". كما أنها تعتبر أن الكتابة ليست طريقة للحياة بل هي انعكاس لها، ومن ثم فإنك تجد في كتاباتها أسماء الزهور والطيور، وتقول: "ولهذا لا أشعر بالضجر وها أنذا أؤثر هدوئي على صخب الخارج، فأنا أحيا في عالم متكامل زرعته وشكلته وبنيته بيدي".

## شعرها
تعتبر شاعرة على نهج الشعر الحديث على أساس التفعيلة ولها العديد من دواوين شعرية مطبوعة.  وهي من الشاعرات المؤسسات للشعر الحديث في الخليج العربي.

## قالوا عنها
قالت عنها الشاعرة الإماراتية ظبية خميس: 
"قرأت كتابها الأول (اعتذار للطفولة) عام 1980، ووجدت الليل حالكاً، كأنه القهر يرتدي ساعات الزمن، وآمنت بأن فجراً ما تنتظره حمده، يقتسم قلبي ويشطره إلى شطرين في انتظار الزمن القادم، الزمن الرحب الذي تصبو إليه مقلتا الدموع المصلوبة.
وسبق لقائي الأول بحمدة خميس، لقاء بيني وبين كتابها الأول، ومقال كتبته حول شعرها في جريدة الفجر، وفي أواخر عام 1980، ثم التقيتها بعد ذلك، وقدمتها في العام نفسه في أمسية شعرية في النادي الثقافي بالشارقة".
وتضيف ظبية: "قالت لي الشاعرة، منذ وقت قريب، إنها اكتشفت أسلوباً جديداً للاستمرار في هذا العالم. كي تستطيع أن تكلم النهار القادم عليك بقراءة أجمل الأشعار بعد دقائق اليقظة الأولى".

## اقتباسات لها
- "فلتُحصدْ أعناقُ الظلمة كي تنبتَ أعناقُ الضوء ولتَسقِ دماءُ الرّفضِ نبتَ الإنسانِ الطّالعِ من وهجِ الأرض" (اعتذار للطفولة).[13]
- "اخرجوا من حيثما اختبأتُم وارتحلوا ترفضُكم جذورُ هذي الأرضْ لن يحتمي بصدرِها جبانْ واختبئوا إن شئتمُ في لا مكانْ.." (اعتذار للطفولة).[13]
- وتقول في مقابلة لها: "لم يكن الشعر خيارا، كان استجابة للصوصيتي السرية على الكتاب الذي كنت اخبئه تحت الفراش حتى يغرق البيت في نوم ساذج عميق، لأخرجه من مخبئه السري وأقرأ على ضوء فانوس ضئيل حتى صباح يقظة الجميع، لأغتسل وأحمل حقيبة المدرسة التي لم تمس كتبها، وأذهب كتلميذة نشطة إلى المدرسة. تلك السرية جعلت لي مزاجا صامتا وميلا للعزلة والاختزال في الحديث. ولأن الشعر اختزال للغة وتكثيف سري للدلالة، بينما السرد تكثير للغة وكشف معلن للدلالة، قلت الشعر ولم أقل السرد. لعل هذا الترابط بين السرية والشعر هو ما يحيلنا إلى الشاعرية... لعل!".[14]
- "لم أكن قومية قط أكان بوعي لاحق أم بلا وعي مبكر. فالقومية ليست سوى انتصار للعرق على حساب الأعراق الأخرى. كنت دوما كونية، لا أنتمي إلى قوم دون قوم رغم التصنيف الذي ينبغي أن يباد، بل أنتمي إلى الإنسان بمطلق تعريفه، وأنتصر لقضاياه المصيرية أينما كان، وفي أي زمن ترجّ فيه حياته كل وسائل الاستبداد ومصادرة حقه في الحياة والجمال والحب... وبسبب من هذه الرؤية والموقف، لم أحتج ولا أحتاج إلى حائط اتكئ عليه، ولعل هذا ما يفسر خروجي فنيا على الأمر والنهي والقالب والتطويع... كنت في زمن مبكر أبحث عن الطريق المؤدي إلى ذاتي الحرة... وكانت ثمة خيمة من الاستشراق وقفت في ظلها مع الآخرين وارتبطت مصائرنا معا... رغم أني لم أتعلم في ظلها ما لم أعرفه مسبقا، فقد جئت إليها ناضجة الوعي بالقهر الذي يحيق بالإنسان، وناضجة الوعي بالحرية وفداحة مطلبها؟ وأقول، بالأمس واليوم وغدا: لا حاجة للمبدع إلى حائط من أي نوع، فما الحيطان سوى أسيجة وقيود يدل عليها اسمها. والإبداع قوة تحطم الحيطان كلها وتنتصر للحياة بأجمل تجليات".[14]

## مؤلفاتها
من دواوينها الشعرية:
- اعتذار للطفولة، 1978
- الترانيم، 1985
- مسارات، 1993
- أضداد، 1994
- عزلة الزمان، 1999
- مس من الماء، 2000
- غبطة الهوى.. عناقيد الفتنة، ديوانان، 2004
- في بهو النساء، 2005
- تراب الروح، 2006
- إس إم إس، 2010
- وقع خفيف، 2012
- في مديح الحب، 2013
- سيد المجد، 2015
- نقش في السديم، 2016

من كتبها:
- سلطة البلاغة في الخطاب العربي، 2018